# Pseudanisentomon wanense
Pseudanisentomon wanense är en urinsektsart som beskrevs av Zhang 1987. Pseudanisentomon wanense ingår i släktet Pseudanisentomon och familjen trakétrevfotingar. Inga underarter finns listade i Catalogue of Life.